# Bucșani (Giurgiu)
Bucşani è un comune della Romania di 3 784 abitanti, ubicato nel distretto di Giurgiu, nella regione storica della Muntenia.
Il comune è formato dall'unione di 7 villaggi: Anghelești, Bucșani, Goleasca, Obedeni, Podișor, Uiești, Vadu Lat.